# ثلعث (حبيل جبر)

تعديل مصدري - تعديل

ثلعث هي إحدى قرى عزلة حبيل جبر بمديرية حبيل جبر التابعة لمحافظة لحج، بلغ تعداد سكانها 71 نسمة حسب تعداد اليمن لعام 2004.